# Mesochorus caccabatus
Mesochorus caccabatus là một loài tò vò trong họ Ichneumonidae.